# 1956
1956 (MCMLVI) var ett skottår som började en söndag i den gregorianska kalendern.

## Händelser

### Januari

Sudan.

De 7:e Olympiska vinterspelen hölls i Cortina d'Ampezzo, Italien.

- 1 januari – Sudan blir självständig stat [1].
- 1 januari–31 december – 4 834 klassrum byggs i Polen bara under 1956, vilket möjliggör för Polens regering att maximumlagstadga hur lång barnens skolväg får vara.
- 13 januari – 20 personer, 12 av dem skolungdomar, dödas när ett skenande malmtåg kolliderar med en rälsbuss vid Ställdalen i Västmanland [2].
- 18 januari – Det svenska TV-programmet Hemma, som handlar om hem och matlagning och leds av Ria Wägner, sänds för första gången [3].
- 23 januari – Danmarks första motorväg öppnas med en sträckning mellan Kongens Lyngby och Hørsholm. Uppförandet av motorvägen kostar 35 miljoner danska kronor.[4]
- 25 januari – De 7:e olympiska vinterspelen invigs Cortina d'Ampezzo i Italien med deltagare från 32 länder [5].
- 26 januari – Den så kallade Porkalaparentesen tar slut, när Porkala-området officiellt återigen blir finskt efter att i 11 år ha arrenderats ut till Sovjetunionen [1].
- 27 januari – Finland inträder i Nordiska rådet.

### Februari
- 3 februari – Den svenska universitetsutredningen konstaterar att det råder brist på naturvetare och ingenjörer [6].
- 10 februari – Eugene O'Neills drama Lång dags färd mot natt uruppförs enligt författarens testamente på Dramaten i Stockholm i regi av Bengt Ekerot. I dramat om familjen Tyrone spelar Inga Tidblad modern och Lars Hanson fadern [3]. Jarl Kulle är också med och spelar pjäsen [2].
- 11 februari – De brittiska diplomaterna Guy Burgess och Donald Maclean, som försvann i Moskva 1951, framträder i Moskva vilket bekräftar rykten om att de spionerat åt Sovjetunionen [2].
- 15 februari – Agrarernas kandidat Urho Kekkonen vinner presidentvalet i Finland.[5]
- 25 februari – Nikita Chrusjtjov hållet ett tal där han angriper personkulten av Josef Stalin, på sovjetiska kommunistpartiets 20:e kongress.[5]
- 26 februari
  - Stockholm får sin första kvinnliga taxiförare.[6]
  - Svensken Ulf Schmidt vinner finalen i amerikanska inomhusmästerskapen i tennis genom att besegra en annan svensk, Sven Davidson.[6]

### Mars

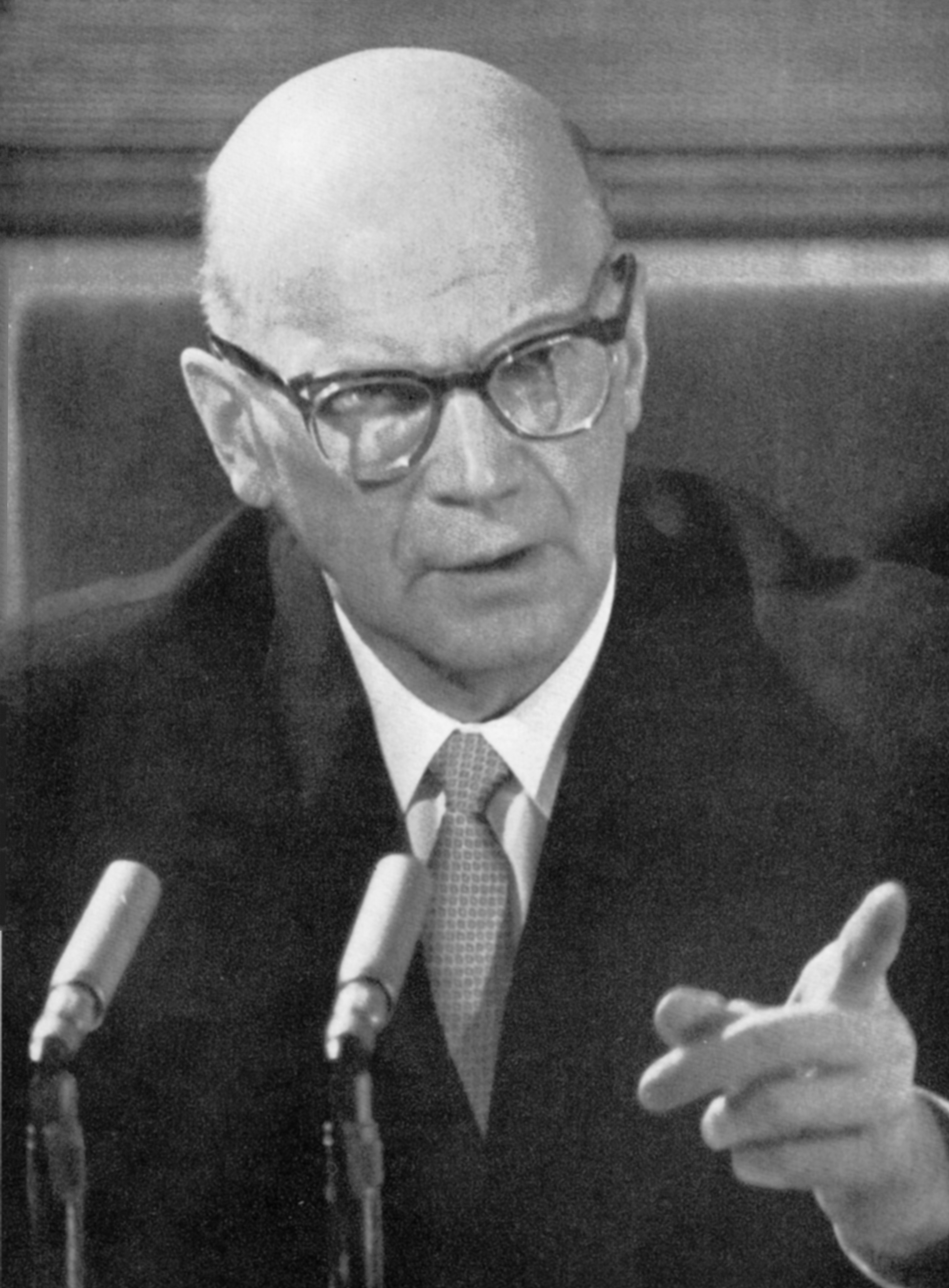
Urho Kekkonen.

Marocko.

Tunisien.

- 1 mars – Urho Kekkonen blir vald till Finlands president.
- 2 mars – Marocko blir självständigt vid en ceremoni i Paris [1].
- 20 mars – Tunisien blir självständigt efter att ha stått under franskt protektorat sedan 1883.[6]
- 23 mars – Pakistan blir världens första islamistiska stat.
- 28 mars – 16 personer omkommer då en rälsbuss kolliderar med ett godståg 6 kilometer norr om Arvidsjaur, Sverige [7].
- 29 mars – Sveriges statsminister Tage Erlander och Bondeförbundets ledare Gunnar Hedlund avlägger officiellt besök i Moskva.

### April
- 3 april – När Sveriges statsminister Tage Erlander är på statsbesök i Sovjetunionen lovar de sovjetiska ledarna att frige Raoul Wallenberg om han finns i Sovjetunionen [3].
- 18 april – Furst Rainier III av Monaco gifter sig med amerikanska filmstjärnan Grace Kelly.[5]
- 27 april – Rocky Marciano världsmästare i tungviktsboxning, drar sig tillbaka efter att ha gått obesegrad genom 49 proffsmatcher.[5]

### Maj
- 21 maj – Den första flugburna amerikanska vätebomben sprängs över Nauruatollen i Stilla havet [8].
- 23 maj – Den svenska riksdagen avskaffar priskontrollnämnden, som infördes under kriget. Så gott som alla priser är nu fria.[6]
- 24 maj – Sveriges riksdag beslutar att reguljära svenska TV-sändningar skall starta och ger Radiotjänst monopol på dem.[5] TV skall, liksom radion, finansieras genom licenser och utan reklam [3], och TV-nätet skall byggas ut så att inga medborgare missgynnas.

### Juni

De 16:e Olympiska sommarspelen hölls i Melbourne, Australien.

- 3 juni – Under möbelmässan i Dortmund presenteras den första diskmaskinen för hushållsbruk.[5]
- 8 juni – Drottning Elizabeth II av Storbritannien kommer på officiellt besök till Sverige, och anländer till Skeppsholmen där svenska politikern Ulla Lindström avskaffar hovnigningen i Sverige [9].
- 10 juni – Ryttartävlingarna vid olympiska sommarspelen invigs i Stockholm, då värdorten Melbourne måste avstå från tävlingen på grund av Australiens hårda karantänregler [3]. Tävlingarna pågår till 17 juni.
- 13 juni – De sista brittiska styrkorna lämnar Port Said i Egypten.
- 14 juni – USA:s arméflagga antas.[10]
- 18 juni – Stockholms stadsfullmäktige antar generalplaneberednings framlagda förslag om ett andra tunnelbanesystem.
- 20 juni – 74 personer omkommer då ett venezolanskt flygplan störtar i havet utanför Asbury Park New Jersey, USA [7].
- 23 juni – Gamal Abdel Nasser väljs till Egyptens president och en folkomröstning godkänner hans förslag till ny konstitution för Egypten. De sista brittiska soldaterna har gett sig av [2].
- 25 juni – För att avhjälpa den svåra svenska bostadsbristen beslutar riksdagen att 53 000 lägenheter skall byggas på ett år.[6]
- 28 juni – Ett arbetaruppror i Poznań slås ner av militären.[5] 53 personer dödas och över 300 skadas då regimen sätter in militärflygplan och pansar [2].
- 30 juni – 128 personer omkommer då två trafikflygplan kolliderar över Grand Canyon, USA [7].

### Juli
- 1 juli – Spritservering utan mattvång införs på försök i ett femtiotal restauranger i Sverige.[6]
- 17 juli – Carl Gustaf von Rosen avgår som chef för Etiopiska flygvapnet, som han i 10 års tid varit med och byggt upp.[5]
- 19−20 juli – Storbritannien och USA förklarar att Egypten inte kan beviljas lån för att bygga Assuandammen.
- 25 juli – Italienska passagerarfartyget M/S Andrea Doria förliser efter sammanstötning med Svenska Amerika Liniens M/S Stockholm.[5] Kollisionen inträffar 200 nautiska mil utanför New York på USA:s östkust och 56 av 1 660 ombordvarande personer på Andrea Doria omkommer [3]. Olyckan inträffar i svår dimma, och av de omkomna är 51 passagerare och 5 besättningsmedlemmar.
- 26 juli – Egyptens ledare Gamal Abdel Nasser förstatligar Suezkanalen vilket fördöms av Storbritannien och USA [1].

### Augusti
- 3 augusti – Volvo Amazon presenteras.
- 6 augusti – En sprängämnesfabrik i Colombia exploderar, och över 1 000 personer omkommer [7].
- 8 augusti – I Belgien omkommer 273 personer vid en gruvolycka [7].
- 15 augusti – Radiolicens nr. 2 500 000 löses i Sverige.
- 21 augusti – En instrumentmakare vid LM Ericsson häktas för spioneri för Sovjetunionens räkning och döms senare till 12 års fängelse.[6]
- 25 augusti
  - Sveriges första läroverk för vuxenstuderande invigs i Norrköping.[5]
  - Vraket efter regalskeppet Vasa hittas av dykaren Anders Franzén.[11]

### September
- 2 september – 120 personer omkommer då en bro rasar under ett tåg i Mahbubnagar, Indien [7].
- 3 september – Metallbasen Arne Geijer väljs till ny ordförande för LO efter Axel Strand.[5]
- 4 september – Svenska licensbelagda TV-sändningar startar officiellt klockan 20:00 med programmet Tänker ni rösta?, lett av Lennart Hyland.
- 14 september – Den svenska byggbranschen förevisar en ny teknik där färdiga byggelement lyfts på plats av kranar och monteras samman.[6]
- 16 september – Högerpartiet går framåt i det svenska andrakammarvalet. Regeringspartierna går tillbaka men behåller majoriteten.[6] Högerpartiet och Folkpartiet gör ATP-frågan till den stora valfrågan för att försöka överta regeringsmakten.
- 22 september – Ove Fundin blir världsmästare i speedway på Wembley i London.
- 30 september – Ingemar Johansson vinner EM-titeln i tungviktsboxning genom att slå ut italienaren Cavacchi i Bologna.

### Oktober

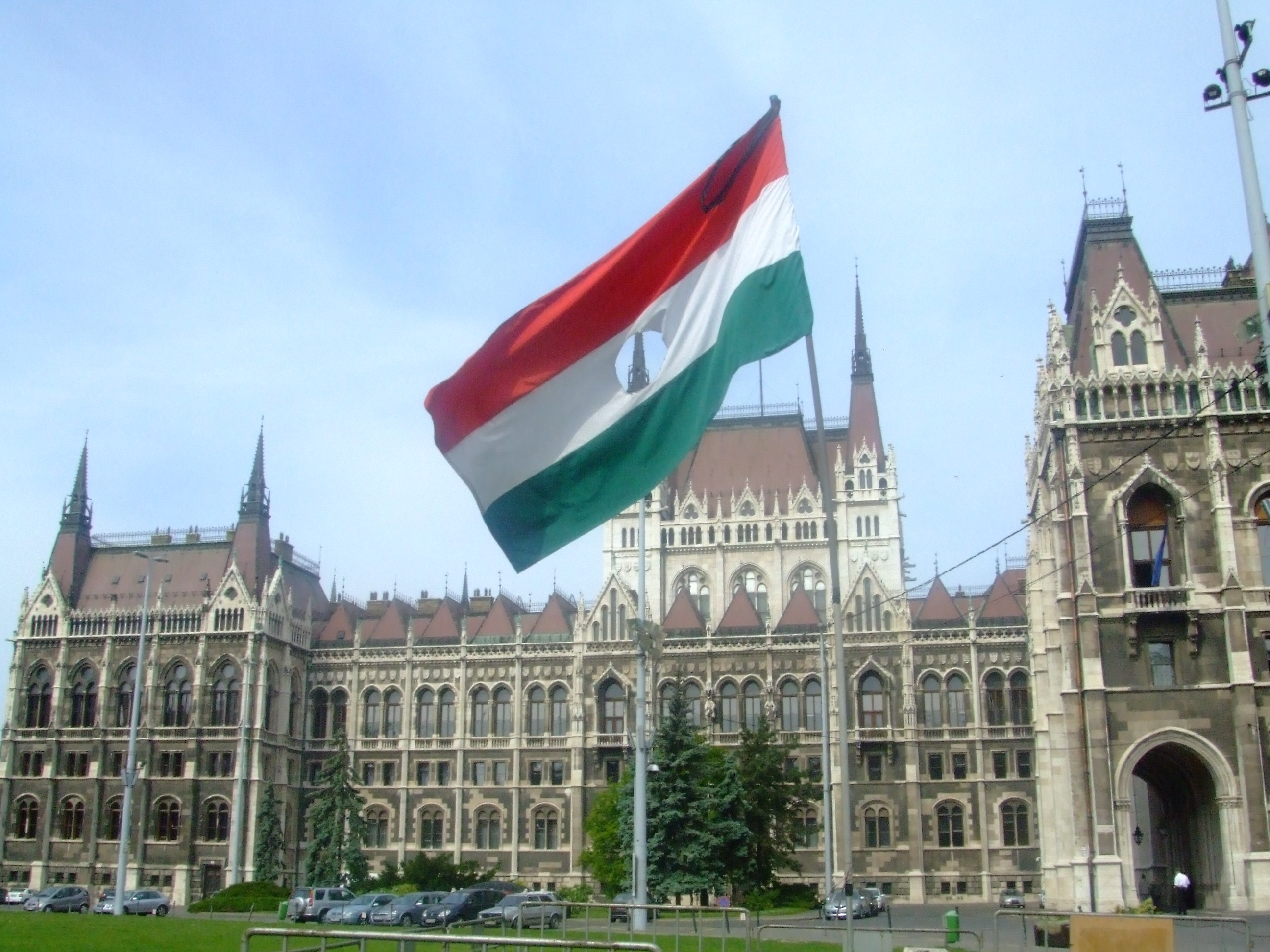
Ungernrevolten.

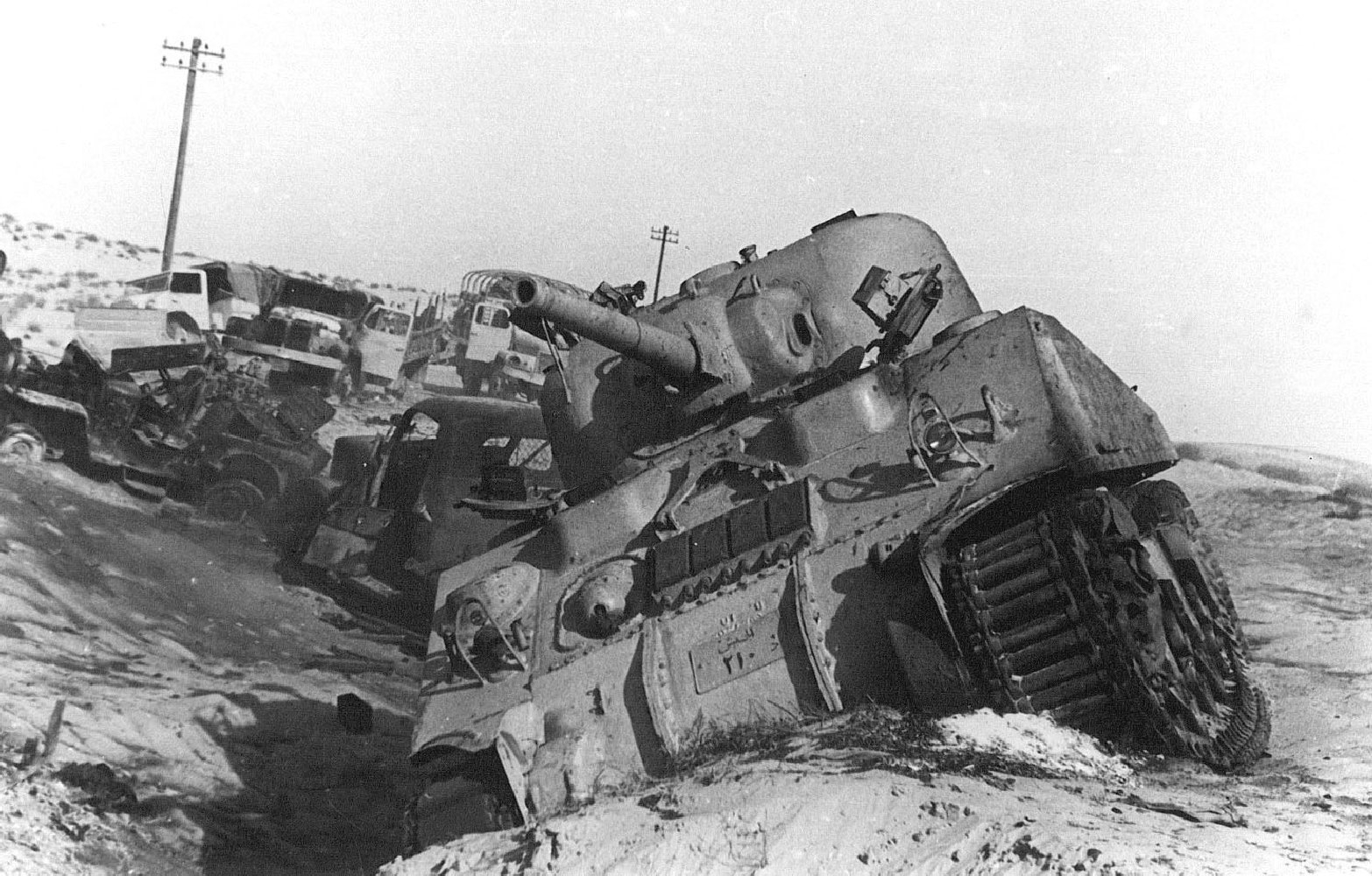
Suezkrisen.

- 4 oktober – Torsten Kreuger säljer Stockholms-Tidningen och Aftonbladet till LO.[6]
- 20 oktober – J. R. R. Tolkiens bok Sagan om konungens återkomst utkommer på engelska.
- 23 oktober – I Ungern inleds ett folkligt uppror mot den kommunistiska regeringen, och den 7 meter höga Stalinstatyn rivs.[5]
- 27 oktober – Imre Nagy bildar en nationalistisk regering i Ungern.
- 29 oktober – Israel anfaller Egypten [1].
- 31 oktober – Då Egyptens president Gamal Abdel Nasser nationaliserat Suezkanalen går Frankrike och Storbritannien till militärt anfall mot Egypten.[5] Franska och brittiska bombflygplan slår till.

### November
- 1 november – Ungern meddelar sitt utträde ur Warszawapakten och förklarar sig neutralt.
- 2 november – FN:s generalförsamling kräver ett omedelbart eldupphör i Egypten.
- 4 november – Sovjetiska trupper invaderar Ungern för att stoppa den revolution, som startade den 23 oktober. Tusentals ungrare dödas och ännu fler skadas. Nära en kvarts miljon människor flyr från landet.
- 5 november – Brittiska och franska styrkor landstiger i Egypten och ockuperar två städer.

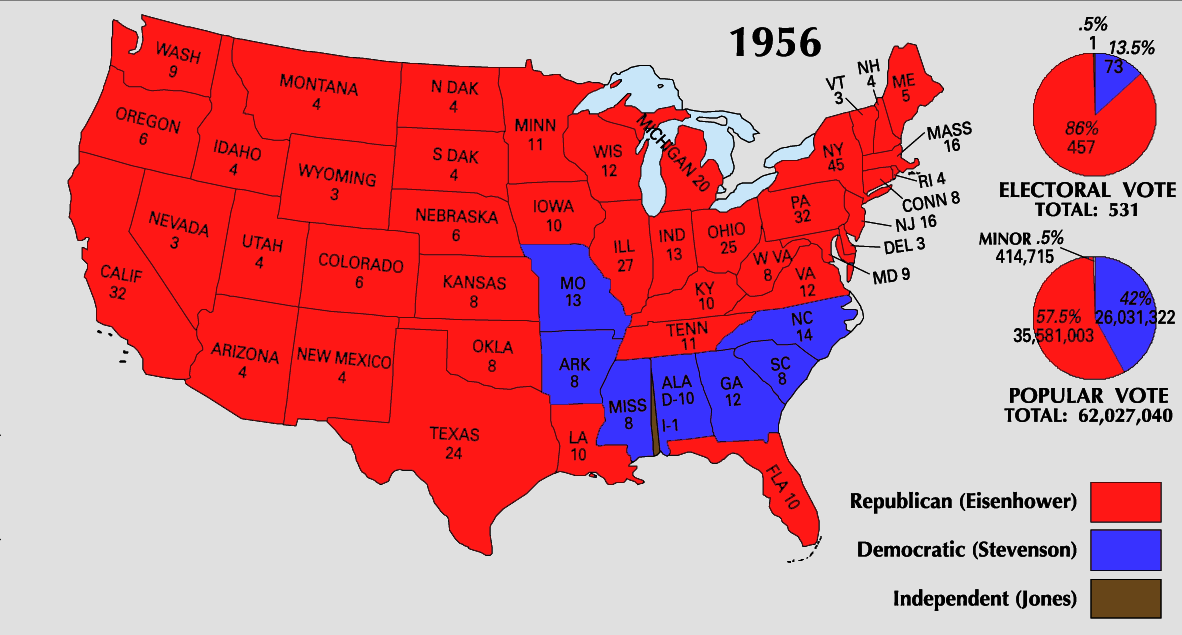
Presidentvalet i USA 1956

- 6 november – Republikanen Dwight D. Eisenhower besegrar demokraten Adlai Stevenson vid presidentvalet i USA.
- 7 november – För att avbryta Suezkrisen antar FN:s generalförsamling en resolution som kräver att Storbritannien, Frankrike och Israel omedelbart återkallar sina trupper från Egypten.[5]
- 8 november – FN:s säkerhetsråd beslutar att skicka en internationell fredsstyrka till Egypten.[5] Israel är beredda att lämna Sinaihalvön [1].
- 11 november – Sovjetiska styrkor krossar Ungernrevolten [1].
- 12 november – Efter revolten i Ungern kommer de första ungerska flyktingarna till Malmö [3].
- 15 november – Bensin och brännolja ransoneras i Sverige under en och en halv månad i Suezkrisens spår.[6]
- 21 november – FN-styrka landsätts i Egypten [1].
- 22 november – För första gången deltar idrottare från Östtyskland, då de 16:e olympiska sommarspelen invigs i Melbourne.[5] Spelen pågår till 8 december.
- 22 november – Imre Nagy fängslas och bortförs av sovjetiska trupper.
- 23 november – Suezkrisen leder till bensinransonering i Storbritannien.[12]
- 30 november – I USA vinner Floyd Patterson, USA mot Archie Moore, USA i kampen om världsmästartiteln i tungviktsboxning.[5]

### December
- 2 december – Världens första konstfrusna bandyarena invigs i Västerås, Rocklunda.
- 9 december – 62 personer omkommer då ett kanadensiskt trafikflygplan störtar över Chilliwack, Kanada [7].
- 12 december – Japan går med i FN.
- 22 december
  - Sverige skickar en FN-trupp till Suez.
  - De sista brittiska och franska styrkorna lämnar Egypten.
- 31 december – Då den traditionelle uppläsaren Anders de Wahl nu är död läggs traditionen att läsa Nyårsklockan vid Skansens nyårsfirande ner för 20 år framåt.

### Okänt datum
- Amerikanska marinsoldater evakuerar amerikaner och andra människor från Alexandria i samband med Suezkrisen.[13]
- Felix tomatketchup börjar säljas i plastflaska och glasstruten Top Hat lanseras i Sverige.[2]
- USA inför dödsstraff vid domstolsjuryns rekommendation för den person som fyllt 18 år och säljer heroin till person under 18 år.[14]
- Göran Assar Oredsson grundar Sveriges nationalsocialistiska kampförbund
- Sverige och Norge sluter ett avtal om byggandet av väg mellan Trondheim och Jämtland, samt lastkaj och oljecistern i Trondheim.
- Atlas Diesel byter namn till Atlas Copco och byter inriktning från motorer till borrutrustning.
- IKEA lanserar monterbara möbler i platta paket.
- Hårddisken uppfinns av IBM.
- 180 000 människor står i bostadskö i Stockholm.[15]
- Den första villan i Kortedala är inflyttningsklar.[16]
- Allahelgonakyrkan i Kortedala invigs.[16]
- Friluftsfrämjandet i Sverige startar mulleskola.[17]
- Supplementary Convention on the Abolition of Slavery antas av FN.

## Födda
I och med att flera framgångsrika svenska idrottare är födda under 1956 används ofta begreppet 56:orna om dessa.
- 1 januari – Sergej Avdejev, rysk kosmonaut.
- 3 januari – Mel Gibson, amerikansk-australisk skådespelare och regissör.
- 7 januari – David Caruso, amerikansk skådespelare.
- 12 januari
  - Steffo Törnquist, svensk journalist.
  - Peter Dahlqvist, svensk fotbollsspelare.
- 13 januari – Birgitta Egerbladh, svensk koreograf, kompositör och dansare.
- 15 januari – Mayawati, indisk politiker.
- 17 januari – Carl Kjellgren, svensk skådespelare.
- 21 januari
  - Geena Davis, amerikansk skådespelare.
  - Maria Leissner, svensk politiker, partiledare för Folkpartiet [6].
- 28 januari – Aila Paloniemi, finländsk politiker.
- 31 januari – Johnny Rotten, eg. John Lydon, brittisk musiker, sångare i Sex Pistols.
- 7 februari – Mark St. John, amerikansk gitarrist. (död 2007)
- 8 februari – Kjersti Holmen, norsk skådespelare. (död 2021)
- 9 februari – Agneta Lagercrantz, svensk författare.
- 10 februari – Britt Bohlin, svensk socialdemokratisk politiker, riksdagsledamot 1988–2008, gruppledare 2001–2008, landshövding i Jämtlands län 2008–2014.
- 13 februari
  - Liam Brady, irländsk fotbollsspelare (mittfältare).
  - Jay Nixon, amerikansk demokratisk politiker, guvernör i Missouri 2009–2017.
- 15 februari – Nils Landgren, svensk musiker, trombonist.
- 17 februari – Anna von Rosen, svensk skådespelare.
- 18 februari
  - Thomas Gradin, svensk professionell ishockeyspelare.
  - Ted Gärdestad, svensk artist. (död 1997)
- 21 februari – Charles Boustany, amerikansk republikansk politiker.
- 22 februari
  - Amy Alcott, amerikansk golfspelare.
  - Philip Kerr, brittisk författare. (död 2018)
- 23 februari – Michael Olausson, svensk professor i klinisk transplantationskirurgi.
- 26 februari – Milan Babić, serbisk politiker, dömd krigsförbrytare. (död 2006)
- 28 februari
  - Guy Maddin, kanadensisk manusförfattare och filmregissör.
  - Tommy Remengesau, president på Palau.
- 29 februari
  - Knut Agnred, svensk revyartist och sångare, medlem i Galenskaparna och After Shave.
  - Aileen Wuornos, amerikansk seriemördare. (död 2002)
- 1 mars – Román Rodríguez Rodríguez, regeringschef på Kanarieöarna 1999–2003.
- 2 mars – Eduardo Rodríguez, boliviansk politiker, president från 2005.
- 7 mars
  - Brian Baird, amerikansk demokratisk politiker.
  - Bryan Cranston, amerikansk skådespelare.
- 8 mars – Pia Fredholm, prisebelönt specialpedagog.
- 9 mars – David Willetts, brittisk parlamentsledamot.
- 11 mars – Jari Koskela, finländsk präst och politiker.
- 12 mars – Steve Harris, brittisk musiker, basist i hårdrocksgruppen Iron Maiden.
- 18 mars – Ingemar Stenmark, svensk alpin skidåkare [6]. Anders Carell, svensk överste.
- 23 mars
  - José Manuel Durão Barroso, portugisisk borgerlig politiker, premiärminister 2002–2004.
  - Steven Saylor, amerikansk författare.
- 26 mars – Annika Brunsten, svensk skådespelare.
- 27 mars – Thomas Wassberg, svensk längdåkare.
- 3 april – Mick Mars, amerikansk musiker, gitarrist i Mötley Crüe.
- 5 april – Anthony Horowitz, engelsk författare och manusförfattare.
- 6 april – Michele Bachmann, amerikansk republikansk politiker, kongressledamot 2007-.
- 7 april
  - Annika Billström, svensk socialdemokratisk politiker.
  - Maria Johansson, svensk skådespelare.
- 9 april
  - Sándor Gáspár, ungersk skådespelare.
  - Lennart Östlund, svensk musikproducent.
- 12 april – Andy Garcia, amerikansk skådespelare.
- 13 april – Kent Johansson, svensk ishockeyspelare och -tränare.
- 16 april – David Brown, amerikansk astronaut.
- 17 april – Anders Tegnell, svensk statsepidemiolog vid Folkhälsomyndigheten sedan 2013.
- 18 april
  - Bob Latta, amerikansk republikansk politiker, kongressledamot 2007-.
  - Eric Roberts, amerikansk skådespelare.
- 20 april – Beatrice Ask, svensk moderat politiker, skolminister 1991–1994.
- 27 april – Kevin McNally, brittisk skådespelare.
- 30 april – Lars von Trier, dansk regissör.
- 1 maj – Catherine Frot, fransk skådespelare.
- 3 maj – Bernd Förster, tysk fotbollsspelare.
- 4 maj – Ulrike Meyfarth, tysk friidrottare
- 7 maj – Jan Peter Balkenende, nederländsk politiker.
- 9 maj
  - Frank Andersson, svensk brottare.
  - Lars Bergström, svensk ishockeytränare.
- 13 maj
  - Sri Sri Ravi Shankar, indisk guru.
  - Staffan Hellstrand, svensk pop- och rockstjärna.
- 14 maj – Hazel Blears, brittisk parlamentsledamot för Labour.
- 19 maj
  - Oliver Letwin, brittisk konservativ politiker.
  - Kristian Petri, svensk regissör, manusförfattare, författare och kulturjournalist.
- 23 maj
  - Tomas Norström, svensk skådespelare.
  - Erik Granström, svensk författare
- 26 maj – Kay Tinbäck, svensk skådespelare och scenograf.
- 28 maj – Khaled Mashal, ledare för Hamas.
- 29 maj – La Toya Jackson, amerikansk sångerska, bakgrundssångerska i The Jackson 5.
- 2 juni – Stefan Jonsson, svensk bodybuildare och tyngdlyftare.
- 5 juni – Harald Treutiger, svensk journalist och programledare.
- 6 juni
  - Björn Borg, svensk tennisspelare [6].
  - Bubbi Morthens, isländsk sångare.
- 9 juni – Patricia Cornwell, amerikansk författare.
- 10 juni – Rolandas Paksas, Litauens president 2003–2004.
- 11 juni – Joe Montana, spelare inom amerikansk fotboll.
- 14 juni
  - King Diamond, dansk heavy metal-sångare.
  - Gianna Nannini, italiensk sångerska.
- 15 juni – Linda Haglund, svensk friidrottare.
- 16 juni
  - Annika Dopping, svensk programledare i TV.
  - Staffan Dopping, svensk programledare i TV och radio.
- 20 juni – Phil English, amerikansk republikansk politiker, kongressledamot 1995–2009.
- 23 juni – György Kenéz, ungersk vattenpolospelare.
- 25 juni – Boris Trajkovski, president i republiken Makedonien 1999–2004.
- 26 juni – Chris Isaak, amerikansk rockmusiker, sångare, gitarrist och skådespelare.
- 28 juni – Eva Funck, svensk röstskådespelare och barnprogramledare i TV.
- 1 juli
  - Ulf Larsson, svensk skådespelare och programledare.
  - Alan Ruck, amerikansk skådespelare.
- 6 juli – Bengt Isaksson, svensk motocrossåkare
- 9 juli
  - Jörgen Düberg, svensk skådespelare.
  - Tom Hanks, amerikansk skådespelare.
  - Marc Almond, brittisk sångare.
- 11 juli – Maria Árnadóttir, svensk skådespelare.
- 12 juli – Didi Petet, indonesisk skådespelare.
- 13 juli – Michael Spinks, amerikansk tungviktsboxare.
- 15 juli – Ian Curtis, brittisk musiker, sångare i Joy Division.
- 18 juli – Audrey Landers, amerikansk skådespelare och sångare.
- 24 juli – Charlie Crist, amerikansk republikansk politiker, Floridas 44:e guvernör.
- 27 juli – Lacy Clay, amerikansk demokratisk politiker.
- 31 juli – Michael Biehn, amerikansk skådespelare.
- 3 augusti – Anders Eriksson, svensk revyartist, medlem i Galenskaparna och After Shave.
- 6 augusti – Mike McIntyre, amerikansk demokratisk politiker.
- 8 augusti – Branscombe Richmond, amerikansk skådespelare.
- 11 augusti
  - Frieda von Richthofen, tysk friherrinna.
  - Dragan Joksović, svensk-jugoslavisk krogägare.
- 13 augusti – René González Sehwerert, kuban, en av Miami Five.
- 15 augusti – Tim Mahoney, amerikansk politiker och affärsman, kongressledamot 2007–2009.
- 18 augusti
  - John Debney, amerikansk filmmusikkompositör.
  - Viveka Eriksson, åländsk politiker (liberal).
- 19 augusti – Adam Arkin, amerikansk skådespelare.
- 20 augusti – Joan Allen, amerikansk skådespelare.
- 21 augusti – Kim Cattrall, brittisk skådespelare.
- 24 augusti – John Culberson, amerikansk republikansk politiker.
- 26 augusti – Maneka Gandhi, indisk politiker.
- 29 augusti – GG Allin, amerikansk punksångare.
- 31 augusti – Masashi Tashiro, japansk televisionsartist.
- 1 september – Kim Jong-Hun, nordkoreansk fotbollsspelare.
- 2 september – Marcus Wallenberg, svensk företagare, vd för Investor AB.
- 4 september – Blackie Lawless, amerikansk musiker, sångare och frontman i W.A.S.P.
- 5 september – Debbie Turner, amerikansk skådespelare, spelade Marta von Trapp i Sound of Music
- 7 september – Diane Warren, amerikansk kompositör.
- 8 september – Stefan "Lill-Lövis" Johansson, svensk racerförare.
- 9 september – Anatolij Artsebarskij, ukrainsk kosmonaut.
- 10 september
  - Rikard Bergqvist, svensk skådespelare och manusförfattare.
  - Pierre Wilkner, svensk skådespelare.
- 11 september – Tony Gilroy, amerikansk manusförfattare och regissör.
- 14 september
  - James Clappison, brittisk parlamentsledamot för Conservative Party från 1992.
  - Kostas Karamanlis, grekisk politiker.
- 16 september
  - Mickey Rourke, amerikansk skådespelare.
  - David Copperfield, amerikansk illusionist.
- 18 september
  - Tim McInnerny, brittisk skådespelare.
  - Peter Šťastný, slovakisk ishockeyspelare.
- 19 september – Ann Zacharias, svensk skådespelare och regissör.
- 20 september – Thomas Gylling, programledare i radio och TV.
- 23 september
  - Paolo Rossi, italiensk fotbollsspelare.
  - Örjan Sölvell, professor på Handelshögskolan i Stockholm.
- 26 september – Linda Hamilton, amerikansk skådespelare.
- 27 september – Lennart Jähkel, svensk skådespelare.
- 29 september – Sebastian Coe, brittisk friidrottare och konservativ politiker.
- 1 oktober – Andrus Ansip, estnisk politiker, partiledare för Reformpartiet.
- 4 oktober – Vincent V. Severski, polsk författare och underrättelseagent.
- 9 oktober
  - Marina Djuzjeva, rysk skådespelare.
  - John O'Hurley, amerikansk skådespelare.
- 13 oktober – Chris Carter, amerikansk regissör, manusförfattare och filmproducent.
- 14 oktober – Beth Daniel, amerikansk golfspelare.
- 15 oktober – George Hennard, amerikansk massmördare, dödade 22 på Luby's Cafeteria i Texas.
- 17 oktober – Anne-Lie Rydé, svensk sångerska och skådespelare.
- 18 oktober
  - Martina Navratilova, tjeckisk-amerikansk tennisspelare.
  - Jim Talent, amerikansk republikansk politiker, senator 2002–2007.
- 21 oktober – Carrie Fisher, amerikansk skådespelare och författare.
- 24 oktober – Jeff Merkley, amerikansk demokratisk politiker, senator 2009-.
- 27 oktober – Patty Sheehan, amerikansk professionell golfspelare.
- 28 oktober – Mahmoud Ahmadinejad, iransk politiker, president 2005-2013.
- 29 oktober – Babben Larsson, svensk skådespelare och komiker.
- 4 november
  - Jordan Rudess, amerikansk musiker, har spelat i Dream Theater och Liquid Tension Experiment.
  - James Honeyman-Scott, brittisk musiker.
- 6 november – Marc Dutroux, belgisk seriemördare.
- 7 november – Jonathan Palmer, brittisk racerförare.
- 8 november
  - Richard Curtis, brittisk komiker, manusförfattare och filmproducent.
  - Peter Lindmark, svensk ishockeyspelare.
- 10 november – Peter Rangmar, svensk skådespelare, medlem av Galenskaparna och After Shave.
- 16 november – Peter Ainsworth, brittisk konservativ parlamentsledamot.
- 19 november – Eileen Collins, amerikansk stridspilot och astronaut.
- 20 november – Bo Derek, amerikansk skådespelare.
- 21 november – Terri Welles, amerikansk fotomodell och skådespelare.
- 25 november – Hélène Goudin, svensk (belgiskfödd) EU-parlamentariker (Junilistan).
- 27 november – William Fichtner, amerikansk skådespelare.
- 1 december – Sten Fredholm, svensk miljöexpert
- 5 december – Peter Dalle, svensk skådespelare och regissör.
- 6 december – Randy Rhoads, amerikansk gitarrist.
- 8 december – Andrius Kubilius, regeringschef i Litauen 1999–2000.
- 9 december
  - Frank Jarvis Atwood, amerikansk mördare, avrättad 2 september 2003 i Arizona.
  - Tadeusz Kościński, polsk politiker, finansminister 2019–2022.
  - Jean-Pierre Thiollet, fransk essäist och författare.
- 9 eller 12 december – Baruch Goldstein, judisk amerikansk-israelisk läkare, bosättare och massmördare.
- 12 december – Ana Alicia, amerikansk skådespelare.
- 13 december – John Chrispinsson, svensk journalist och TV-programledare.
- 15 december – Kristin Kåge, svensk skådespelare och dansare.
- 16 december – Ivana Spagna, italiensk skivproducent och sångerska.
- 19 december – Jens Fink-Jensen, dansk författare, poet, fotograf och kompositör.
- 23 december
  - Dave Murray, gitarrist i hårdrocksgruppen Iron Maiden.
  - Michele Alboreto, italiensk racerförare.
  - Inger Edelfeldt, svensk författare.
- 28 december – Nigel Kennedy, brittisk violinist.
- 30 december – Marty Meehan, amerikansk demokratisk politiker, kongressledamot 1993–2007.

## Avlidna

### Första kvartalet

#### Januari
- 5 januari – Mistinguett, 80, fransk sångerska och dansös.
- 13 januari – Lyonel Feininger, 84, tysk målare och grafiker.
- 24 januari – Alexander Korda, 62, ungersk-brittisk filmregissör och -producent.
- 25 januari – Ivan Bratt, 77, svensk läkare, affärsman och alkoholpolitiker.[6]
- 27 januari – Erich Kleiber, 65, österrikisk dirigent.
- 31 januari – A. A. Milne, 74, brittisk författare, Nalle Puh.

#### Februari
- 2 februari – Axel Frische, 78, dansk teaterledare, dramatiker och manusförfattare.
- 27 februari – Ganesh V. Mavalankar, 67, indisk politiker, Lok Sabhas förste talman 1952–1956.
- 28 februari – Harley M. Kilgore, 63, amerikansk demokratisk politiker, senator 1941–1956.

#### Mars
- 7 mars – Gustaf Svensson i Tomelilla, 90, svensk veterinär och politiker (liberal).
- 9 mars – Anders de Wahl, 87, svensk skådespelare.[5]
- 14 mars – Lars Sonck, 85, finländsk arkitekt.
- 17 mars – Irène Joliot-Curie, 58, fransk fysiker och kemist, nobelpristagare.
- 18 mars – Louis Bromfield, 59, amerikansk författare.
- 20 mars – Wilhelm Miklas, 83, österrikisk politiker, Österrikes förbundspresident 1928–1938.
- 21 mars
  - Per Kaufeldt, 53, svensk fotbollsspelare och -tränare.
  - Raymond E. Willis, 80, amerikansk republikansk politiker och publicist, senator 1941–1947.
- 25 mars – Sam Rydberg, 70, svensk militärmusiker och Sveriges hittills flitigaste kompositör av förbandsmarscher.

### Andra kvartalet

#### April
- 2 april – Thomas Jefferson Lilly, 77, amerikansk demokratisk politiker, kongressledamot 1923–1925.
- 13 april – Emil Nolde, 88, tysk expressionistisk målare.
- 29 april – Wilhelm von Leeb, 79, tysk generalfältmarskalk.

#### Maj
- 7 maj – Josef Hoffmann, 85, österrikisk arkitekt.
- 15 maj – Hermann Ludwig Blankenburg, 79, tysk kompositör av marschmusik.
- 23 maj – Gustav Suits, 72, estländsk poet.

#### Juni
- 6 juni – Hiram Bingham, 80, amerikansk upptäckare, historiker och politiker.
- 8 juni – Marie Laurencin, 72, fransk konstnär.
- 23 juni – Reinhold Glière, 81, rysk kompositör.
- 25 juni – Ernest King, 77, amerikansk amiral.
- 29 juni – Thomas R. Underwood, 58, amerikansk demokratisk politiker och journalist, senator 1951–1952.

### Tredje kvartalet

#### Juli
- 5 juli – Francis J. Myers, 54, amerikansk demokratisk politiker.
- 7 juli – Ernst von Born, 70, finländsk godsägare, friherre och politiker.
- 8 juli – Mona Mårtenson, 54, svensk skådespelare.
- 16 juli – Olof Winnerstrand, 80, svensk skådespelare.
- 27 juli – Ruth Weijden, 66, svensk skådespelare.
- 29 juli – Eric von Gegerfelt, 89, svensk militär.

#### Augusti
- 1 augusti – Ragnar Ring, 74, svensk regissör, manusförfattare och romanförfattare.
- 11 augusti – Jackson Pollock, 44, amerikansk målare.
- 13 augusti – Zeth "Zäta" Höglund, 72, svensk vänsterpolitiker, chefredaktör, borgarråd.[6]
- 14 augusti
  - Bertolt Brecht, 58, tysk poet och dramatiker.
  - Konstantin von Neurath, 83, tysk utrikesminister 1932–1938.
- 16 augusti – Bela Lugosi, 73, ungersk skådespelare.
- 17 augusti – Sven Arefeldt, 47, svensk textförfattare, sångare, kompositör och musiker (pianist).
- 25 augusti – Alfred Kinsey, 62, amerikansk biolog och sexolog.
- 30 augusti – Walter Warzecha, 65, tysk sjömilitär, generalamiral 1944.

#### September
- 6 september – Alex Raymond, 46, amerikansk serietecknare.
- 27 september – Babe Didrikson Zaharias, 45, amerikansk mångsidig idrottare.
- 30 september – Eino Pekkala, 68, finländsk politiker, justitieminister 1946–1948.

### Fjärde kvartalet

#### Oktober
- 16 oktober – Jules Rimet, 83, fransk Fifa-president 1921–1954.
- 17 oktober – Elis Ellis, 77, svensk skådespelare, regissör, kompositör och manusförfattare.
- 23 oktober – Sven Sköld, 57, svensk kompositör, arrangör, musiker (cello) och dirigent.
- 25 oktober – Risto Ryti, 67, finländsk politiker, president 1940–1944.

#### November
- 1 november
  - Pietro Badoglio, 85, italiensk politiker och fältmarskalk.
  - Anders Örne, 75, svensk socialdemokratisk politiker, kommunikationsminister 1921–1923.
- 3 november – Jean Metzinger, 73, fransk målare tillhörig Parisskolan.
- 4 november – Art Tatum, 47, amerikansk jazzpianist.
- 9 november – Aino Kallas, 78, finländsk författare.
- 10 november – David Seymour, 44, amerikansk fotograf och fotojournalist.
- 18 november – Sonja Rolén, 60, svensk skådespelare och sångerska.

#### December
- 8 december – Jimmie Angel, 57, amerikansk flygare.
- 14 december – Juho Kusti Paasikivi, 86, finländsk politiker, president 1946–1956.
- 20 december – Paul Bonatz, 79, tysk arkitekt.
- 26 november – Tommy Dorsey, 51, amerikansk jazztrombonist och storbandsledare.
- 1 december – Albert Sézary, 75, fransk dermatolog.
- 3 december – Halvor Floden, 72, norsk barnboksförfattare.
- 26 december – Preston Tucker, 53, amerikansk företagare och bildesigner.
- 30 december – Yrjö Jylhä, 53, finländsk poet och översättare.

## Nobelpris[18]
- Fysik
  - William B Shockley, USA
  - John Bardeen, USA
  - Walter H Brattain, USA
- Kemi
  - Sir Cyril Hinshelwood, Storbritannien
  - Nikolaj Semjonov, Sovjetunionen
- Medicin
  - André F Cournand, USA
  - Werner Forssmann, Västtyskland
  - Dickinson W Richards, USA
- Litteratur – Juan Ramón Jiménez, Spanien
- Fred - Inget pris utdelades

### Fotnoter
1. 1 2 3 4 5 6 7 8  Faktakalendern 2000 – 1956 (Utlandet), Semic, 1999
2. 1 2 3 4 5 6  100 år med Aftonbladet – 1956, 1999
3. 1 2 3 4 5 6 7  Sverige 1900-talet – 1956, NE, Bra Böcker, 2000
4. ↑  Svend Olav Nielsen; Inger Hansen, red (1957). Årets störste begivenheder i Billeder. A-S Bogforlaget Dana - Fruens Bøge. sid. 22
5. 1 2 3 4 5 6 7 8 9 10 11 12 13 14 15 16 17 18 19  20:e århundrades När Var Hur – 1956, Bernt Himmelstedt, Forum, 1999
6. 1 2 3 4 5 6 7 8 9 10 11 12 13 14 15 16 17  Hundra år i Sverige – 1956, Hans Dahlberg, Albert Bonniers, 1999
7. 1 2 3 4 5 6 7  Faktakalendern 1996, Semic, 1995
8. ↑  Faktakalendern 1997, Semic, 1996
9. ↑  75 år Sverige, Carl-Adam Nycop, Bokförlaget Bra böcker, 1976, sidan 173 - Ulla avskaffade hovnigning
10. ↑  ”Other Flags - World Flags 101 - US Army Flag”. Arkiverad från originalet den 4 maj 2009. https://www.webcitation.org/5gWo2JMqH?url=http://www.worldflags101.com/other-flags/us-army-flag.aspx. Läst 6 april 2009.
11. ↑  ”KTH hyllar Vasas upptäckare - NyTeknik”. Arkiverad från originalet den 11 mars 2012. https://web.archive.org/web/20120311095044/http://www.nyteknik.se/nyheter/fordon_motor/fartyg/article248480.ece.
12. ↑  ”Motorists panic as petrol rations loom, BBC news”. http://news.bbc.co.uk/onthisday/hi/dates/stories/november/29/newsid_3247000/3247805.stm.
13. ↑  Grimmett, Richard F. (5 oktober 2004). ”Instances of Use of United States Armed Forces Abroad, 1798 – 2004”. Naval History and Heritage Command. https://www.history.navy.mil/research/library/online-reading-room/title-list-alphabetically/i/use-of-armed-forces-abroad-1798-2004.html.
14. ↑  ”Narkotika”. Arkiverad från originalet den 24 maj 2011. https://web.archive.org/web/20110524131828/http://members.fortunecity.com/simulatorsmusicsite/droger/narkotika.htm.
15. ↑  Hundra år i Sverige – Rekordåren: Förortsliv, Hans Dahlberg, Albert Bonniers, 1999
16. 1 2  Sverige 1900-talet – Med flyttlass till folkhemmet, NE, Bra Böcker, 2000
17. ↑  Sverige 1900-talet – Den svenska naturkänslans historia, NE, Bra Böcker, 2000
18. ↑  ”Nobelpriset”. https://www.nobelprize.org/prizes/lists/all-nobel-prizes/. Läst 10 april 2011.